# Kabinet-Brown
Het kabinet–Brown was de uitvoerende macht van de Britse overheid van 27 juni 2007 tot 11 mei 2010. Het kabinet werd gevormd door de Labour Party na het aftreden van Tony Blair als premier en partijleider van de Labour Party waarna minister van Financiën Gordon Brown werd benoemd als zijn opvolger.

## Samenstelling
| Ambtsbekleder                                                           | Ambtsbekleder      | Ambtsbekleder                                         | Functie(s)                                                                            | Ambtstermijn    | Ambtstermijn    | Partij(en)   |
| ----------------------------------------------------------------------- | ------------------ | ----------------------------------------------------- | ------------------------------------------------------------------------------------- | --------------- | --------------- | ------------ |
|                                                                         | Gordon Brown       | Gordon Brown (1951)                                   | Premier                                                                               | 27 juni 2007    | 11 mei 2010     | Labour Party |
|                                                                         | Peter Mandelson    | Baron Mandelson Peter Mandelson (1953)                | First Secretary of State                                                              | 5 juni 2009     | 11 mei 2010     | Labour Party |
| Lord President of the Council                                           | Peter Mandelson    | Baron Mandelson Peter Mandelson (1953)                |                                                                                       | 5 juni 2009     | 11 mei 2010     | Labour Party |
| Minister van Economische Zaken                                          | Peter Mandelson    | Baron Mandelson Peter Mandelson (1953)                | 3 oktober 2008                                                                        |                 | 11 mei 2010     | Labour Party |
|                                                                         | Alistair Darling   | Alistair Darling (1953–2023)                          | Minister van Financiën                                                                | 27 juni 2007    | 11 mei 2010     | Labour Party |
|                                                                         | David Miliband     | David Miliband (1965)                                 | Minister van Buitenlandse Zaken                                                       | 27 juni 2007    | 11 mei 2010     | Labour Party |
|                                                                         | Jacqui Smith       | Jacqui Smith (1962)                                   | Minister van Binnenlandse Zaken                                                       | 27 juni 2007    | 5 juni 2009     | Labour Party |
|                                                                         | Alan Johnson       | Alan Johnson (1950)                                   | Minister van Binnenlandse Zaken                                                       | 5 juni 2009     | 11 mei 2010     | Labour Party |
|                                                                         | Catherine Ashton   | Baroness Ashton van Upholland Catherine Ashton (1956) | Lord President of the Council                                                         | 27 juni 2007    | 3 oktober 2008  | Labour Party |
| Leader of the House of Lords                                            | Catherine Ashton   | Baroness Ashton van Upholland Catherine Ashton (1956) |                                                                                       | 27 juni 2007    | 3 oktober 2008  | Labour Party |
|                                                                         | Janet Royall       | Baroness Royall van Blaisdon Janet Royall (1955)      | Lord President of the Council                                                         | 3 oktober 2008  | 5 juni 2009     | Labour Party |
| Leader of the House of Lords                                            | Janet Royall       | Baroness Royall van Blaisdon Janet Royall (1955)      | 11 mei 2010                                                                           | 3 oktober 2008  |                 | Labour Party |
| Kanselier van het Hertogdom Lancaster                                   | Janet Royall       | Baroness Royall van Blaisdon Janet Royall (1955)      | 11 mei 2010                                                                           | 5 juni 2009     |                 | Labour Party |
|                                                                         | Harriet Harman     | Harriet Harman (1950)                                 | Leader of the House of Commons                                                        | 27 juni 2007    | 11 mei 2010     | Labour Party |
| Lord Privy Seal                                                         | Harriet Harman     | Harriet Harman (1950)                                 |                                                                                       | 27 juni 2007    | 11 mei 2010     | Labour Party |
| Minister voor Vrouwen en Gelijkheid                                     | Harriet Harman     | Harriet Harman (1950)                                 |                                                                                       | 27 juni 2007    | 11 mei 2010     | Labour Party |
|                                                                         | Jack Straw         | Jack Straw (1946)                                     | Minister van Justitie                                                                 | 27 juni 2007    | 11 mei 2010     | Labour Party |
| Lord Chancellor                                                         | Jack Straw         | Jack Straw (1946)                                     |                                                                                       | 27 juni 2007    | 11 mei 2010     | Labour Party |
|                                                                         | John Hutton        | John Hutton (1955)                                    | Minister van Economische Zaken                                                        | 27 juni 2007    | 3 oktober 2008  | Labour Party |
|                                                                         | Des Browne         | Des Browne (1952)                                     | Minister van Defensie                                                                 | 5 mei 2006      | 3 oktober 2008  | Labour Party |
|                                                                         | John Hutton        | John Hutton (1955)                                    | Minister van Defensie                                                                 | 3 oktober 2008  | 5 juni 2009     | Labour Party |
|                                                                         | Bob Ainsworth      | Bob Ainsworth (1952)                                  | Minister van Defensie                                                                 | 5 juni 2009     | 11 mei 2010     | Labour Party |
|                                                                         | Alan Johnson       | Alan Johnson (1950)                                   | Minister van Volksgezondheid                                                          | 27 juni 2007    | 5 juni 2009     | Labour Party |
|                                                                         | Andy Burnham       | Andy Burnham (1970)                                   | Minister van Volksgezondheid                                                          | 5 juni 2009     | 11 mei 2010     | Labour Party |
|                                                                         | Peter Hain         | Peter Hain (1950)                                     | Minister van Arbeid en Pensioenen                                                     | 27 juni 2007    | 24 januari 2008 | Labour Party |
|                                                                         | James Purnell      | James Purnell (1970)                                  | Minister van Arbeid en Pensioenen                                                     | 24 januari 2008 | 5 juni 2009     | Labour Party |
|                                                                         | Yvette Cooper      | Yvette Cooper (1969)                                  | Minister van Arbeid en Pensioenen                                                     | 5 juni 2009     | 11 mei 2010     | Labour Party |
|                                                                         | Ed Balls           | Ed Balls (1967)                                       | Minister van Onderwijs                                                                | 27 juni 2007    | 11 mei 2010     | Labour Party |
|                                                                         | Ruth Kelly         | Ruth Kelly (1968)                                     | Minister van Transport                                                                | 27 juni 2007    | 3 oktober 2008  | Labour Party |
|                                                                         | Geoff Hoon         | Geoff Hoon (1953)                                     | Minister van Transport                                                                | 3 oktober 2008  | 5 juni 2009     | Labour Party |
|                                                                         | Andrew Adonis      | Baron Adonis Andrew Adonis (1963)                     | Minister van Transport                                                                | 5 juni 2009     | 11 mei 2010     | Labour Party |
|                                                                         | Hazel Blears       | Hazel Blears (1956)                                   | Minister van Wijken en Lokale Zaken                                                   | 27 juni 2007    | 5 juni 2009     | Labour Party |
|                                                                         | John Denham        | John Denham (1953)                                    | Minister van Wijken en Lokale Zaken                                                   | 5 juni 2009     | 11 mei 2010     | Labour Party |
|                                                                         | Hilary Benn        | Hilary Benn (1953)                                    | Minister van Milieu, Voedsel en Agrarisch Zaken                                       | 27 juni 2007    | 11 mei 2010     | Labour Party |
|                                                                         | James Purnell      | James Purnell (1970)                                  | Minister van Cultuur, Media en Sport                                                  | 27 juni 2007    | 24 januari 2008 | Labour Party |
|                                                                         | Andy Burnham       | Andy Burnham (1970)                                   | Minister van Cultuur, Media en Sport                                                  | 24 januari 2008 | 5 juni 2009     | Labour Party |
|                                                                         | Ben Bradshaw       | Ben Bradshaw (1960)                                   | Minister van Cultuur, Media en Sport                                                  | 5 juni 2009     | 11 mei 2010     | Labour Party |
|                                                                         | Ed Miliband        | Ed Miliband (1969)                                    | Kanselier van het Hertogdom Lancaster                                                 | 27 juni 2007    | 3 oktober 2008  | Labour Party |
| Minister voor Kabinetszaken                                             | Ed Miliband        | Ed Miliband (1969)                                    |                                                                                       | 27 juni 2007    | 3 oktober 2008  | Labour Party |
|                                                                         | Liam Byrne         | Liam Byrne (1970)                                     | Kanselier van het Hertogdom Lancaster                                                 | 3 oktober 2008  | 5 juni 2009     | Labour Party |
| Minister voor Kabinetszaken                                             | Liam Byrne         | Liam Byrne (1970)                                     |                                                                                       | 3 oktober 2008  | 5 juni 2009     | Labour Party |
|                                                                         | Tessa Jowell       | Tessa Jowell (1947–2018)                              | Minister voor Kabinetszaken                                                           | 5 juni 2009     | 11 mei 2010     | Labour Party |
| Thesaurier- generaal                                                    | Tessa Jowell       | Tessa Jowell (1947–2018)                              | 27 juni 2007                                                                          |                 | 11 mei 2010     | Labour Party |
| Minister voor Olympische Zaken                                          | Tessa Jowell       | Tessa Jowell (1947–2018)                              | 5 juli 2005                                                                           |                 | 11 mei 2010     | Labour Party |
|                                                                         | Des Browne         | Des Browne (1952)                                     | Minister voor Schotland                                                               | 27 juni 2007    | 3 oktober 2008  | Labour Party |
|                                                                         | Jim Murphy         | Jim Murphy (1967)                                     | Minister voor Schotland                                                               | 3 oktober 2008  | 11 mei 2010     | Labour Party |
|                                                                         | Peter Hain         | Peter Hain (1950)                                     | Minister voor Wales                                                                   | 24 oktober 2002 | 24 januari 2008 | Labour Party |
|                                                                         | Paul Murphy        | Paul Murphy (1948)                                    | Minister voor Wales                                                                   | 24 januari 2008 | 5 juni 2009     | Labour Party |
|                                                                         | Peter Hain         | Peter Hain (1950)                                     | Minister voor Wales                                                                   | 5 juni 2009     | 11 mei 2010     | Labour Party |
|                                                                         | Shaun Woodward     | Shaun Woodward (1958)                                 | Minister voor Noord-Ierland                                                           | 27 juni 2007    | 11 mei 2010     | Labour Party |
|                                                                         | Douglas Alexander  | Douglas Alexander (1967)                              | Minister voor Ontwikkelingshulp                                                       | 27 juni 2007    | 11 mei 2010     | Labour Party |
|                                                                         | Ed Miliband        | Ed Miliband (1969)                                    | Minister voor Energie en Klimaat                                                      | 3 oktober 2008  | 11 mei 2010     | Labour Party |
|                                                                         | John Denham        | John Denham (1953)                                    | Minister voor Innovatie, Hoger Onderwijs en Vaardigheden                              | 27 juni 2007    | 5 juni 2009     | Labour Party |
| Formeel geen leden van het kabinet, maar woonde kabinetsvergadering bij |                    |                                                       |                                                                                       |                 |                 |              |
| Ambtsbekleder                                                           | Ambtsbekleder      | Ambtsbekleder                                         | Functie(s)                                                                            | Ambtstermijn    | Ambtstermijn    | Partij(en)   |
|                                                                         | Andy Burnham       | Andy Burnham (1970)                                   | Onderminister voor Financiën                                                          | 27 juni 2007    | 24 januari 2008 | Labour Party |
|                                                                         | Yvette Cooper      | Yvette Cooper (1969)                                  | Onderminister voor Financiën                                                          | 24 januari 2008 | 5 juni 2009     | Labour Party |
|                                                                         | Liam Byrne         | Liam Byrne (1970)                                     | Onderminister voor Financiën                                                          | 5 juni 2009     | 11 mei 2010     | Labour Party |
|                                                                         | Mark Malloch Brown | Baron Malloch-Brown Mark Malloch Brown (1953)         | Onderminister voor Buitenlandse Zaken en Afrika, Azië en de Verenigde Naties          | 27 juni 2007    | 25 juli 2009    | Labour Party |
|                                                                         | Tony McNulty       | Tony McNulty (1958)                                   | Onderminister voor Arbeid en Pensioenen en Werkgelegenheid en Welzijn                 | 3 oktober 2008  | 5 juni 2009     | Labour Party |
|                                                                         | Beverley Hughes    | Beverley Hughes (1950)                                | Onderminister voor Onderwijs Kinderen, Jeugd en Gezin                                 | 27 juni 2007    | 5 juni 2009     | Labour Party |
|                                                                         | Paul Drayson       | Baron Drayson Paul Drayson (1960)                     | Onderminister voor Onderwijs en Wetenschap, Innovatie                                 | 3 oktober 2008  | 11 mei 2010     | Labour Party |
|                                                                         | Yvette Cooper      | Yvette Cooper (1969)                                  | Onderminister voor Wijken en Lokale Zaken en Volkshuisvesting en Ruimtelijke Ordening | 27 juni 2007    | 24 januari 2008 | Labour Party |
|                                                                         | Caroline Flint     | Caroline Flint (1961)                                 | Onderminister voor Wijken en Lokale Zaken en Volkshuisvesting en Ruimtelijke Ordening | 24 januari 2008 | 3 oktober 2008  | Labour Party |
|                                                                         | Margaret Beckett   | Margaret Beckett (1943)                               | Onderminister voor Wijken en Lokale Zaken en Volkshuisvesting en Ruimtelijke Ordening | 3 oktober 2008  | 11 mei 2010     | Labour Party |
|                                                                         | Patricia Scotland  | Baroness Scotland van Asthal Patricia Scotland (1955) | Advocaat- generaal                                                                    | 27 juni 2007    | 11 mei 2010     | Labour Party |
|                                                                         | Geoff Hoon         | Geoff Hoon (1953)                                     | Onderstaats- secretaris voor Financiën                                                | 27 juni 2007    | 3 oktober 2008  | Labour Party |
| Chief Whip in het Lagerhuis                                             | Geoff Hoon         | Geoff Hoon (1953)                                     |                                                                                       | 27 juni 2007    | 3 oktober 2008  | Labour Party |
|                                                                         | Nick Brown         | Nick Brown (1950)                                     | Onderstaats- secretaris voor Financiën                                                | 3 oktober 2008  | 11 mei 2010     | Labour Party |
| Chief Whip in het Lagerhuis                                             | Nick Brown         | Nick Brown (1950)                                     |                                                                                       | 3 oktober 2008  | 11 mei 2010     | Labour Party |
|                                                                         | Bruce Grocott      | Baron Grocott Bruce Grocott (1940)                    | Captain of the Honourable Corps of Gentlemen-at-Arms                                  | 27 juni 2007    | 24 januari 2008 | Labour Party |
| Chief Whip in House of Lords                                            | Bruce Grocott      | Baron Grocott Bruce Grocott (1940)                    |                                                                                       | 27 juni 2007    | 24 januari 2008 | Labour Party |
|                                                                         | Janet Royall       | Baroness Royall van Blaisdon Janet Royall (1955)      | Captain of the Honourable Corps of Gentlemen-at-Arms                                  | 3 oktober 2008  | 24 januari 2008 | Labour Party |
| Leader of the House of Lords                                            | Janet Royall       | Baroness Royall van Blaisdon Janet Royall (1955)      |                                                                                       | 3 oktober 2008  | 24 januari 2008 | Labour Party |

Russell I ·
Smith-Stanley I ·
Hamilton-Gordon ·
Temple I ·
Smith-Stanley II ·
Temple II ·
Russell II ·
Smith-Stanley III ·
Disraeli I ·
Gladstone I ·
Disraeli II ·
Gladstone II ·
Gascoyne-Cecil I ·
Gladstone III ·
Gascoyne-Cecil II ·
Gladstone IV ·
Primrose ·
Gascoyne-Cecil III ·
Gascoyne-Cecil IV ·
Balfour ·
Campbell-Bannerman ·
Asquith I ·
Asquith II ·
Asquith III ·
Asquith IV ·
Lloyd George I ·
Lloyd George II ·
Law ·
Baldwin I ·
MacDonald I ·
Baldwin II ·
MacDonald II ·
MacDonald III ·
MacDonald IV ·
Baldwin III ·
Chamberlain I ·
Chamberlain II ·
Churchill I ·
Churchill II ·
Attlee I ·
Attlee II ·
Churchill III ·
Eden ·
Macmillan I ·
Macmillan II ·
Douglas-Home ·
Wilson I ·
Wilson II ·
Heath ·
Wilson III ·
Callaghan ·
Thatcher I ·
Thatcher II ·
Thatcher III ·
Major I ·
Major II ·
Blair I ·
Blair II ·
Blair III ·
Brown ·
Cameron I ·
Cameron II ·
May I ·
May II ·
Johnson I ·
Johnson II ·
Truss ·
Sunak ·
Starmer